# Nagyella
Nagyella is een geslacht van uitgestorven kreeftachtigen uit de klasse van de Ostracoda (mosselkreeftjes).

## Soort
- Nagyella longispinosa Kozur, 1970 †